# Chiesa di San Vincenzo (Tocco Caudio)
La chiesa di San Vincenzo con la cappella della Confraternita del Santissimo Corpo di Cristo era una chiesa di Tocco Caudio. È l'unico edificio religioso rimasto in piedi nel vecchio abitato abbandonato; la sua funzione è stata trasferita alla nuova chiesa dei Santi Biagio e Vincenzo, nel centro abitato moderno.

## Storia

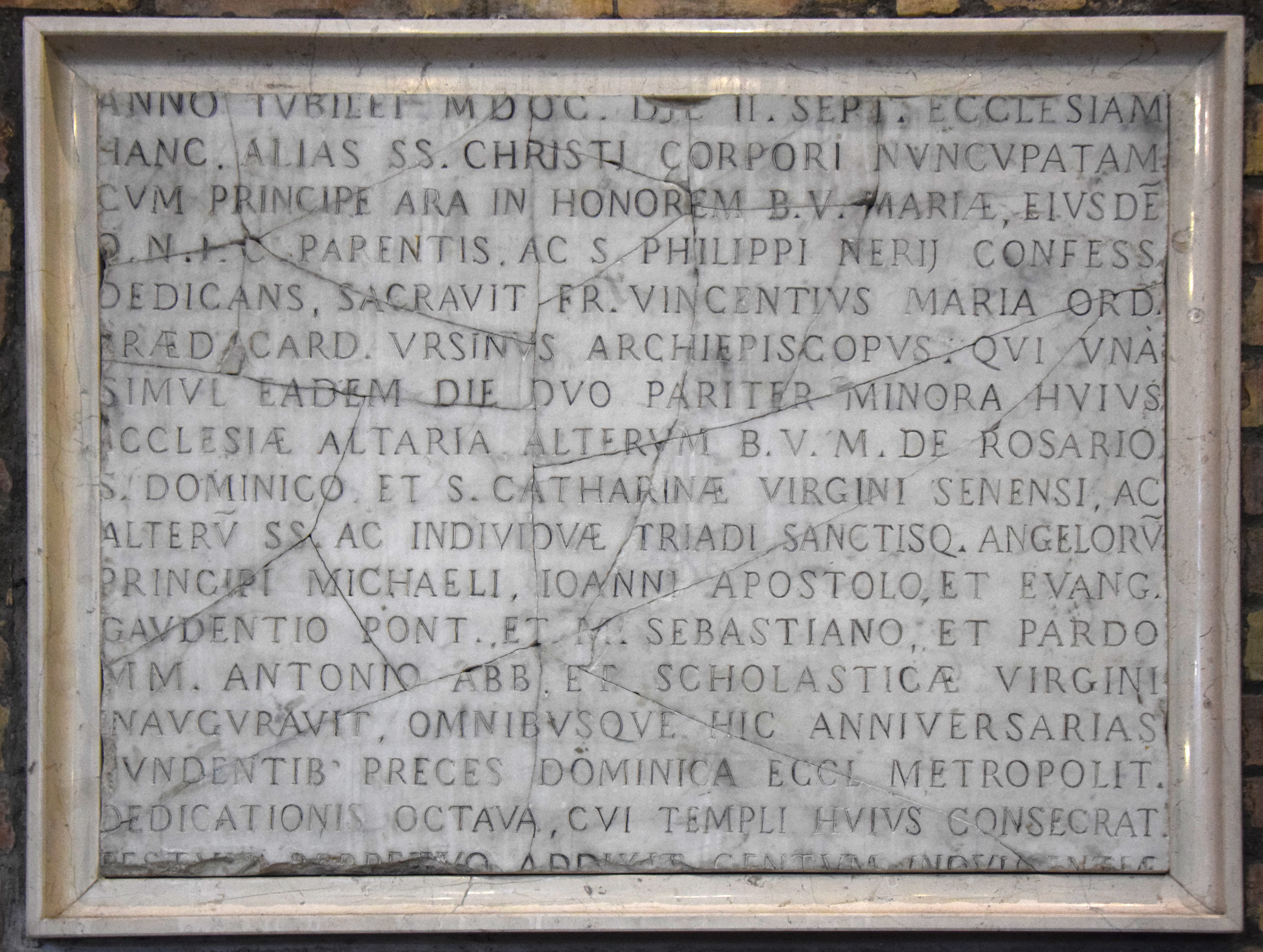
La lapide che commemora la consacrazione della chiesa del SS. Corpo di Cristo da parte dell'Orsini (trasferita nella chiesa nuova)

È quasi del tutto accertato che l'abbazia di San Vincenzo al Volturno possedeva una cella monastica presso Tocco già nel 930; essa venne confermata come pertinenza del monastero benedettino almeno fino al 1104. In effetti, la tradizione locale ricorda l'esistenza di un monastero di San Vincenzo all'Acquasanta fra le propaggini montuose a sud di Tocco vecchio: nel 1703 era solo una chiesetta, poi scomparsa del tutto.
Non si conosce la relazione esatta che intercorre fra questa fondazione e la parrocchiale di San Vincenzo di Tocco, che esisteva sicuramente nel XIV secolo. Tale chiesa aveva anche titolo di abbazia, attestato dal 1520 al 1684. Il terremoto del 1688 la distrusse: i Padri Scozzesi di Roma, che la amministravano, offrirono una somma per la sua ricostruzione, che fu rifiutata a causa delle altre emergenze che il borgo stava vivendo dopo il sisma.
La sede parrocchiale passò così nell'adiacente cappella del Santissimo Corpo di Cristo, già esistente da tempo imprecisato e riconsacrata nel 1700 dall'arcivescovo di Benevento Vincenzo Maria Orsini. Tale cappella era sotto il giuspatronato del feudatario locale, perciò anche i parroci erano decisi d'accordo fra questi e l'arcivescovo. Nel 1870 essa fu ristrutturata con le offerte dei fedeli; fu vittima di un incendio negli anni Sessanta, mentre il borgo affrontava lo sgombero e lo spopolamento seguiti ad una serie di frane e al terremoto del 1962. Nel 1968 la parrocchia di San Vincenzo fu unita a quella di San Biagio.
L'edificio ecclesiastico è stato ristrutturato in base ad una serie di progetti definiti fra il 2007 e il 2011.

## Descrizione

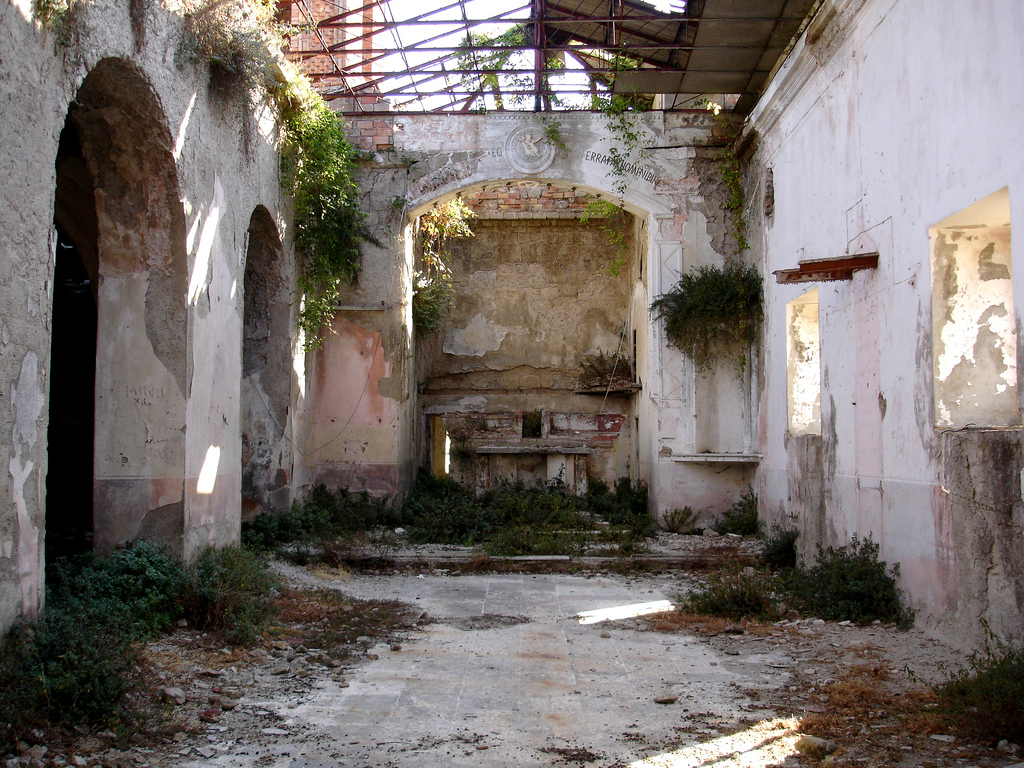
L'interno della chiesa prima del restauro

Al momento della sua distruzione nel 1688, la chiesa di San Vincenzo era una chiesa a tre navate divise da colonne di marmo; oltre all'altare maggiore di san Vincenzo, aveva gli altari minori di san Gaudenzio (che rimpiazzava una chiesetta scomparsa in precedenza) e della Santa Croce. Il coro ligneo era di forma semicircolare. La chiesa aveva anche un ambiente sotterraneo, usato in origine per confessioni e poi per le sepolture. Fra le sue campane, una proveniva dalla chiesa arcipretale di San Pietro ed un'altra dalla chiesa di Santa Maria di Montevergine.
Nel 1710 la cappella del Corpo di Cristo aveva tre altari: l'Orsini nel 1700 aveva dedicato il maggiore anche a san Filippo Neri. Gli altri erano l'altare del Rosario, qui eretto per uso dell'omonima confraternita che, fino al terremoto, aveva impiegato la chiesa di Santa Maria; e un altro detto "dei benefici".
Nella configurazione attuale, l'edificio consiste di un'aula principale con il presbiterio in fondo e la cappella del Corpo di Cristo sulla sinistra, divise tramite due arcate. Conserva un'antica scala elicoidale in pietra scolpita che conduce al campanile, posto sul versante posteriore fra le due parti componenti il luogo sacro.